# Força centrípeta
Força centrípeta é a força resultante que puxa o corpo para o centro da trajetória em um movimento curvilíneo ou circular.
Objetos que se deslocam em movimento retilíneo uniforme possuem velocidade modular constante. Entretanto, um objeto que se desloca em arco, com o valor da velocidade constante, possui uma variação na direção do movimento; como a velocidade é um vetor de módulo, direção e sentido, uma alteração na direção implica uma mudança no vetor velocidade. A razão dessa mudança na velocidade é a aceleração centrípeta.
Como força é dada pela fórmula:
{\displaystyle {\vec {F}}={m{\vec {a}}}}
e a aceleração, neste caso particular, corresponde à aceleração centrípeta dada pela fórmula:
{\displaystyle {\vec {a}}_{c}=-{|{\vec {v}}|^{2} \over {r}}{\hat {r}}}
temos a força centrípeta que pode ser calculada como:
{\displaystyle {\vec {F}}=-{m}{|{\vec {v}}|^{2} \over {r}}{\hat {r}}}
Onde
{\displaystyle {m}\,} é a massa (em quilogramas no SI),
{\displaystyle {|{\vec {v}}|}} é a velocidade linear do corpo (em metros por segundo no SI)
{\displaystyle {r}\,} é o raio da trajetória percorrida pelo corpo (em metros no SI).
Em todo movimento circular existe uma força resultante na direção radial que atua como força centrípeta, de modo que a força centrípeta não existe por si só. Por exemplo, o atrito entre o solo e o pneu do carro faz o papel da força centrípeta quando o carro faz curvas. A força gravitacional faz o mesmo papel no movimento de satélites em torno da Terra. Assim sendo:
{\displaystyle {\vec {F}}_{ctr}=\sum {\vec {F}}_{radial}}

## Exemplos
Para o exemplo da força gravitacional no movimento dos satélites:
{\displaystyle {\vec {F}}_{ctr}={\vec {F}}_{grv}}
{\displaystyle {m_{sat}}{{\vec {v}}_{sat}^{2} \over {r}}={Gm_{sat}m_{Terra}({\vec {r}}_{sat}-{\vec {r}}_{Terra}) \over \left|{\vec {r}}_{sat}-{\vec {r}}_{Terra}\right|^{3}}}
Onde
{\displaystyle {m_{sat}}\,} é a massa do satélite,
{\displaystyle {{\vec {v}}_{sat}}} é a velocidade do satélite,
{\displaystyle {m_{Terra}}\,} é a massa da Terra,
{\displaystyle {{\vec {r}}_{sat}}} é o vetor posição do satélite,
{\displaystyle {{\vec {r}}_{Terra}}} é o vetor posição do centro de massa da Terra.
Exemplo do uso da força gravitacional para o cálculo da velocidade do telescópio espacial Hubble {\displaystyle {{\vec {v}}_{HST}}}:
Sabendo que:
{\displaystyle {m_{Terra}}=5,98\times 10^{24}kg\,} massa da Terra,
{\displaystyle {h_{HST}=566km}\,} altura do Hubble em relação à superfície da Terra,
{\displaystyle {r_{Terra}=6372,8km}\,} raio da Terra,
{\displaystyle {r_{orbita}=r_{Terra}+h_{HST}=6938,8km}\,} raio da órbita é a distância do centro de massa do HUBBLE até o centro de massa da Terra,
{\displaystyle {G=6,67\times 10^{-11}{Nm^{2} \over kg^{2}}}\,} Constante universal de gravitação.
Então:
{\displaystyle {m_{sat}}{v_{sat}^{2} \over {r_{orbita}}}={{Gm_{sat}m_{Terra}} \over {r_{orbita}^{2}}}}
{\displaystyle {v_{sat}^{2}}={{Gm_{Terra}} \over r_{orbita}}}
Logo:
{\displaystyle {v_{sat}=7.581,8m/s=27.295km/h}\,}